# Шахмейстер, Лев Григорьевич
Лев Григорьевич Шахме́йстер (1908—1990) — советский горный инженер.

## Биография
После окончания Московского горного института (сейчас — Горный институт НИТУ «МИСиС») (1936) и до 1945 года работал в Гормашпроекте (Гипроуглемаш) в должностях от инженера — конструктора до директора Донецкого филиала (Донгипроуглемаш).
По совместительству в 1937—1941 годах ассистент кафедры рудничного транспорта МГИ и одновременно учился в заочной аспирантуре.
В сентябре 1943 года после освобождения Донбасса возглавил работы по восстановлению шахт. Разработал щит для проходки заваленных горных выработок.
С 1944 года и до конца жизни преподавал в МГИ на кафедре «Транспортные машины и комплексы». С Профессор (1966). Доктор технических наук (1966).
Умер в 1990 году. Похоронен в Москве на Востряковском кладбище.

## Награды и звания
- Сталинская премия первой степени (1948) — за коренное усовершенствование методов откачки вод из затопленных выработок и восстановление горного оборудования шахт Донбасса.